# Associazione Sportiva Martina 1990-1991
Questa pagina raccoglie le informazioni riguardanti l'Associazione Sportiva Martina nelle competizioni ufficiali della stagione 1990-1991.

## Rosa
| N. |                   | Ruolo | Calciatore             |
| -- | ----------------- | ----- | ---------------------- |
|    | Italia (bandiera) | C     | Massimo Borrelli (II)  |
|    | Italia (bandiera) | C     | Giovanni Calogiuri     |
|    | Italia (bandiera) | D     | Pier Luigi Carpineti   |
|    | Italia (bandiera) | C     | Angelo Cioffi          |
|    | Italia (bandiera) | A     | Giuseppe Di Fino       |
|    | Italia (bandiera) | A     | Raffaele Di Liso       |
|    | Italia (bandiera) | C     | Alessandro Di Vincenzo |
|    | Italia (bandiera) | C     | Vincenzo Falabella     |
|    | Italia (bandiera) | C     | Lorenzo Federico       |
|    | Italia (bandiera) | P     | Francesco Galati       |
|    | Italia (bandiera) | C     | Cosimo Gallone         |

| N. |                   | Ruolo | Calciatore            |  |
| -- | ----------------- | ----- | --------------------- |  |
|    | Italia (bandiera) | D     | Danilo Giannone       |  |
|    | Italia (bandiera) | D     | Donatello Lanzillotta |  |
|    | Italia (bandiera) | P     | Cesario Vinicio Longo |  |
|    | Italia (bandiera) | A     | Federico Maci         |  |
|    | Italia (bandiera) | C     | Felice Mancini        |  |
|    | Italia (bandiera) | D     | Corrado Micheloni     |  |
|    | Italia (bandiera) | C     | Massimiliano Natale   |  |
|    | Italia (bandiera) | D     | Gianfranco Ricciardi  |  |
|    | Italia (bandiera) | C     | Giuseppe Rocchetti    |  |
|    | Italia (bandiera) | A     | Paolo Rossi           |  |
|    | Italia (bandiera) | D     | Giuseppe Vitti        |  |

## Risultati

### Campionato

#### Girone di andata
| 16 settembre 1990 1ª giornata | Martina | 0 – 0 | Altamura |  |

| 23 settembre 1990 2ª giornata | Giulianova | 2 – 1 | Martina |  |

| 30 settembre 1990 3ª giornata | Martina | 0 – 0 | Bisceglie |  |

| 7 ottobre 1990 4ª giornata | Francavilla | 3 – 0 | Martina |  |

| 14 ottobre 1990 5ª giornata | Riccione | 2 – 1 | Martina |  |

| 21 ottobre 1990 6ª giornata | Martina | 3 – 1 | Molfetta |  |

| 4 novembre 1990 7ª giornata | Jesi | 1 – 0 | Martina |  |

| 11 novembre 1990 8ª giornata | Martina | 0 – 0 | Rimini |  |

| 18 novembre 1990 9ª giornata | Trani | 1 – 1 | Martina |  |

| 25 novembre 1990 10ª giornata | Martina | 0 – 3 | Teramo |  |

| 2 dicembre 1990 11ª giornata | Martina | 0 – 0 | Sambenedettese |  |

| 9 dicembre 1990 12ª giornata | Vastese | 0 – 0 | Martina |  |

| 16 dicembre 1990 13ª giornata | Martina | 1 – 3 | Chieti |  |

| 30 dicembre 1990 14ª giornata | Fasano | 1 – 0 | Martina |  |

| 6 gennaio 1991 15ª giornata | Martina | 0 – 1 | Civitanovese |  |

| 13 gennaio 1991 16ª giornata | Vis Pesaro | 2 – 0 | Martina |  |

| 20 gennaio 1991 17ª giornata | Martina | 2 – 0 | Lanciano |  |

#### Girone di ritorno
| 3 febbraio 1991 18ª giornata | Altamura | 2 – 0 | Martina |  |

| 10 febbraio 1991 19ª giornata | Martina | 1 – 0 | Giulianova |  |

| 17 febbraio 1991 20ª giornata | Bisceglie | 0 – 0 | Martina |  |

| 24 febbraio 1991 21ª giornata | Martina | 1 – 2 | Francavilla |  |

| 3 marzo 1991 22ª giornata | Martina | 1 – 0 | Riccione |  |

| 17 marzo 1991 23ª giornata | Molfetta | 1 – 1 | Martina |  |

| 24 marzo 1991 24ª giornata | Martina | 1 – 0 | Jesi |  |

| 30 marzo 1991 25ª giornata | Rimini | 2 – 0 | Martina |  |

| 7 aprile 1991 26ª giornata | Martina | 0 – 1 | Trani |  |

| 14 aprile 1991 27ª giornata | Teramo | 3 – 0 | Martina |  |

| 28 aprile 1991 28ª giornata | Sambenedettese | 0 – 0 | Martina |  |

| 5 maggio 1991 29ª giornata | Martina | 2 – 1 | Vastese |  |

| 12 maggio 1991 30ª giornata | Chieti | 4 – 0 | Martina |  |

| 19 maggio 1991 31ª giornata | Martina | 2 – 1 | Fasano |  |

| 26 maggio 1991 32ª giornata | Civitanovese | 1 – 0 | Martina |  |

| 2 giugno 1991 33ª giornata | Martina | 2 – 1 | Vis Pesaro |  |

| 9 giugno 1991 34ª giornata | Lanciano | 1 – 1 | Martina |  |